# Troni
I Troni (in ebraico ophanim, in greco Thronoi), nella tradizione biblica, sono il terzo dei nove cori angelici. Il loro nome deriva dai troni su cui siedono; sono coloro che mettono in pratica la giustizia di Dio, esseri purissimi al di sopra di ogni tentazione.

## Caratteristiche
I Troni sono esseri angelici dalla forma mutevole e dagli infiniti colori. Il loro luogo spirituale è il settimo cielo, che corrisponde all'orbita di Saturno. Il loro compito è quello di tradurre in opera la sapienza e il pensiero elaborato al di sopra di loro dai Cherubini.

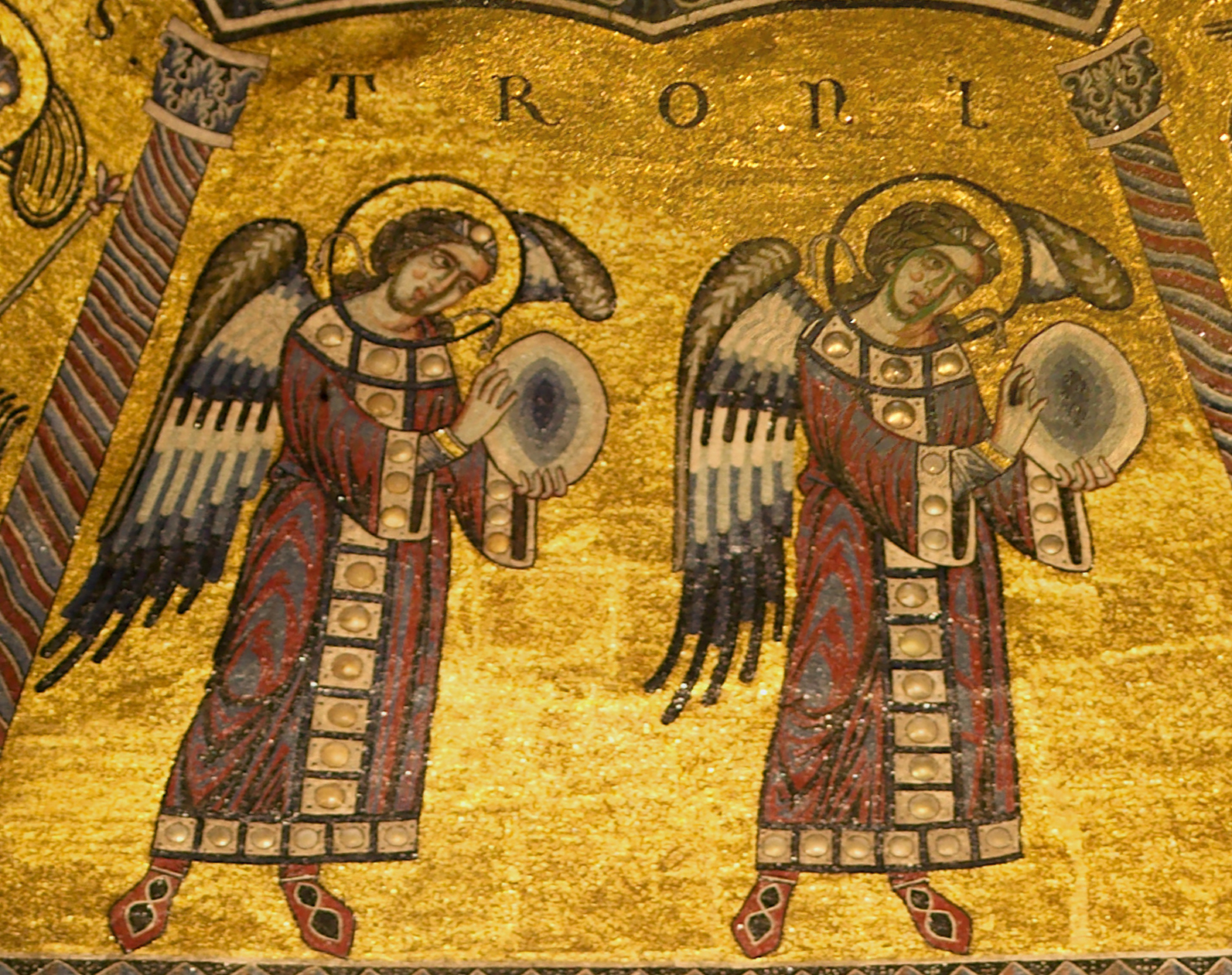
I Troni nei mosaici del battistero di Firenze.

Vengono descritti dalla Bibbia come ruote intersecate ad altre ruote, dotate di innumerevoli occhi, nell'immagine del carro (merkavah) presente nel libro di Ezechiele, dove l'omonimo profeta descrive la visione dei cieli: egli non presenta esplicitamente queste ruote come angeli, ma come oggetti o creature viventi collegate allo spirito dei Cherubini, dei quali seguono ogni movimento.
(Libro di Ezechiele 1, 15-21)

Ruote infuocate ricoperte di occhi.

L'apostolo Paolo menziona i Troni nella lettera ai Colossesi. Secondo l'antroposofo Rudolf Steiner, si deve ai Troni il fatto che l'universo esista in forma fisica così come lo conosciamo, grazie all'emanazione della loro stessa sostanza di calore, sviluppatasi in densità nella prima di quattro grandi epoche cosmiche precedente l'attuale. Egli li chiama Spiriti della Volontà, appunto perché spetta a loro tradurre in realtà operativa i divini progetti siderali ricevuti dai Serafini, a loro volta elaborati dai Cherubini in forma di pensieri attuabili.

## Denominazione dei Troni

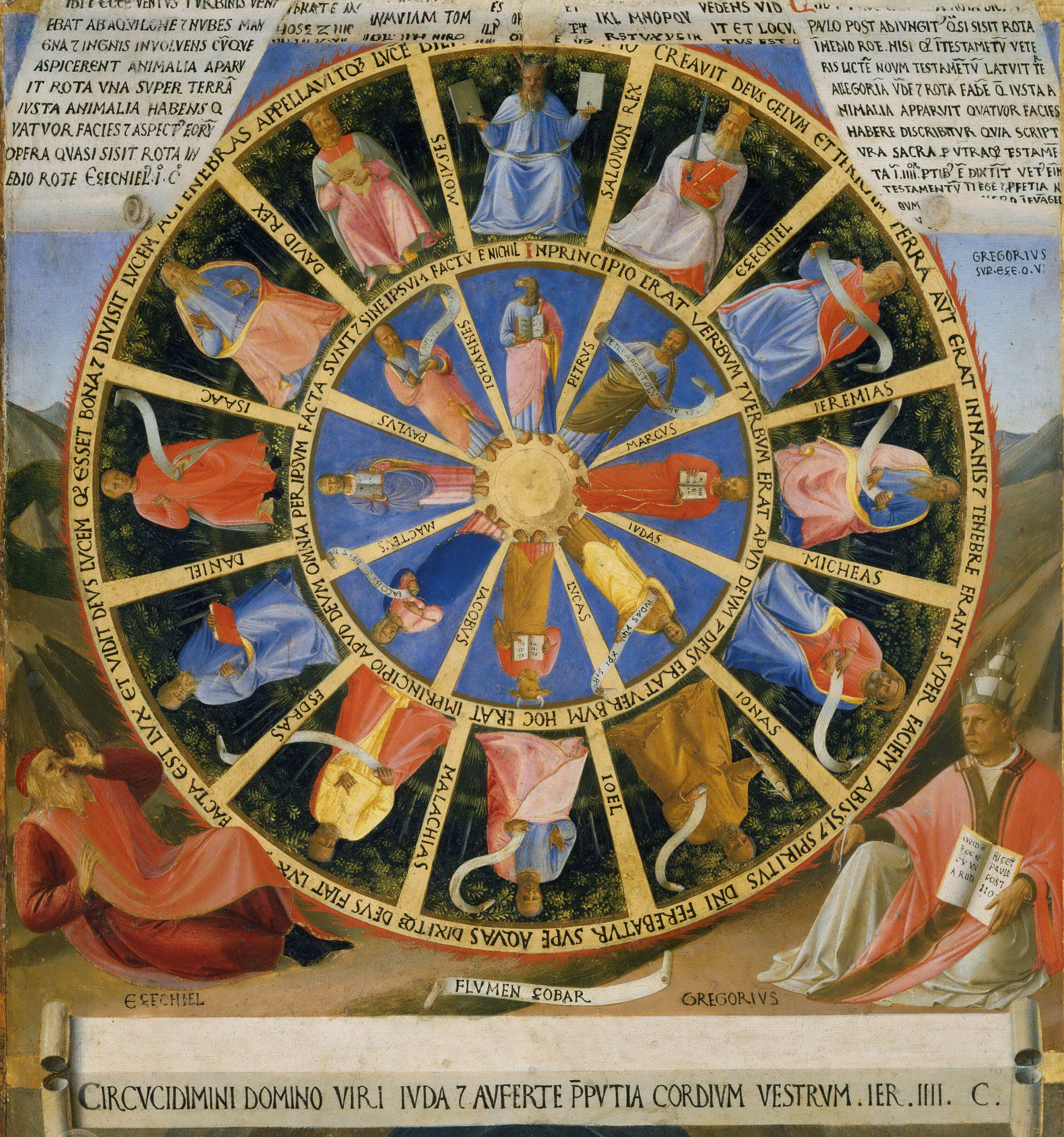
La ruota mistica nella visione di Ezechiele (opera di Beato Angelico, 1450)

Secondo la tradizione cabalistica, ogni ordine angelico, compreso quello dei Troni, è composto ciascuno da otto angeli custodi, che nel Rinascimento furono associati ad una semidecade di ogni segno zodiacale, cioè a 5 parti dei 360° dello Zodiaco, per un totale di 72 angeli. In particolare, gli angeli custodi appartenenti ai Troni furono collocati tra i segni dei Gemelli e del Cancro, in quanto preposti al periodo dell'anno tra giugno e luglio. Di seguito i nomi degli otto Troni (Shemhamphorash) derivanti dalla tradizione cabalistica dello studio veterotestamentario:
- La'awiyah
- Kaliy'el
- Lewuwiyah
- Pehaliyah
- Nelka'el
- Yeyay'el
- Milahe'el
- Hahewuyah

Vengono coordinati nel loro complesso da Tzaphkiel o Binael, da considerarsi il Protettore o Arcangelo degli 8 angeli costituenti il coro dei Troni.